# تادئوس زاکاریان
تادئوس هاروتیونی زاکاریان (ارمنی: Թադևոս Հարությունի Զաքարյան؛  زادهٔ ۱۸۶۲ - درگذشته ۱۹۱۸)، پزشک، نویسنده و فعال اهل ارمنستان بود.

## زندگی‌نامه
وی در ۱۸۶۲ در شماخی، فرمانداری باکو به دنیا آمد و از آکادمی پزشکی‌نظامی فارغ‌التحصیل شد. وی در ارتش امپراتوری روسیه خدمت نمود. وی در ۱۹۱۸ در سن ۵۶ سالگی در باکو، فرمانداری باکو درگذشت.